# Акреція (геологія)

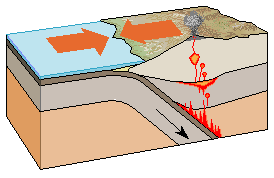

Акреція — процес збільшення розмірів неорганічного тіла шляхом його нарощування по периферії подрібненою або деформованою, розплавленою, розчиненою речовиною з навколишнього простору. Термін широкого і багатозначного використання.
- Акреція континенту — розростання континенту шляхом прирощування і речовинно-структурних перетворень кори океанічних сегментів в кору континентальну. Протилежний процес -деструкція (роздроблення континентів на фрагменти) — рівномасштабний функціонально пов'язаний і одночасний процес. Близькі явища спостерігаються в океанічних сегментах кори.

- Акреція літоґенічна — мінеральне новоутворення в осадовій породі, яке зростає від центра зародження до периферії в результаті послідовного додавання ззовні або перерозподілу в навколишній породі конкрецієутворюючої речовини.

- Акреція вулканічна — злипання лавових бомб при вулканічних викидах або нарощування лавових куль на поверхні лавового потоку (наприклад, аа-лави Гавайських о-вів), при налипанні нових кількостей лави навколо затверділого її уламка.